# Tempel 1
Tempel 1, 9P/Tempel, komet Jupiterove obitelji. Periodičan je komet otkriven 1867. godine. Komet je otkrio njemački astronom Wilhelm Tempel. Tempel 1 je 2005. godine posjetila letjelica Deep Impact, a 2011. kraj njega je preletjela letjelica Stardust NeXt.